# Брунава
Бру́нава (латыш. Brunava) — населённый пункт в Бауском крае Латвии. Входит в состав Брунавской волости. Расстояние до города Бауска составляет около 24 км. По данным на 2004 год, в населённом пункте проживало 47 человек.

## История
До 1920 входил в Паневежиский уезд.
Населённый пункт возник при Брунавской усадьбе. Статус села с 1933 года. В советское время населённый пункт был центром Брунавского сельсовета Бауского района. В селе располагался совхоз «Брунава».
В селе Брунава есть отделение почты и католическая церковь.